# هالیمبا
هالیمبا (به مجاری:  Halimba) یک شهرداری در مجارستان است که در ناحیه آیکا واقع شده‌است. هالیمبا ۱۲٫۶۲ کیلومتر مربع مساحت و ۱٬۱۴۵ نفر جمعیت دارد.